# Fréro Delavega
Fréro Delavega è stato un duo musicale francese formatosi nel 2011 e scioltosi nel 2017. È stato costituito dai musicisti Jérémy Frérot e Florian Delavega.

## Storia del gruppo
Il duo si è fatto conoscere col primo album in studio eponimo, certificato diamante dalla SNEP e numero uno nella classifica dischi francese. Sono stati candidati per l'MTV Europe Music Award al miglior artista francese per due anni consecutivi, sia nel 2015 che nel 2016.
Il secondo LP, intitolato Des ombres et des lumières e presentato nel novembre 2015, si è posto nella top five francese e in top twenty nella Schweizer Hitparade, conseguendo la certificazione di triplo platino dal Syndicat national de l'édition phonographique. Dopo lo scioglimento del gruppo, entrambi hanno continuato la carriera da solisti.

## Formazione
- Jérémy Frérot – voce
- Florian Delavega – voce

## Discografia
- 2014 – Fréro Delavega
- 2015 – Des ombres et des lumières